# Lenny Hart
Lenny Hart (* 1919; † 1974) war der Vater von Mickey Hart und ehemaliger Vermögensverwalter der Band Grateful Dead.
Lenny Hart war Schlagzeuger und Besitzer des Instrumentengeschäftes „Hart Music“ in San Carlos, Kalifornien. Darüber hinaus brachte er seinem Sohn, den späteren Grateful Dead Drummer Mickey Hart, das Schlagzeugspielen bei. Über seinen Sohn wurde er der Vermögensverwalter der Band. Mickey trat der Band 1967 bei, sein Vater erhielt kurz darauf den Posten. Während der Aufnahme des Albums Workingman’s Dead im März 1970 veruntreute Lenny Hart zwischen 70.000 $ und 155.000 $. Das war annähernd das komplette Vermögen der Band. Darüber hinaus hatte die Band ohnehin noch Schulden bei ihrem Plattenlabel Warner Bros. Records, da das dort produzierte Album Aoxomoxoa die ursprünglich geplanten Kosten bei weitem überstieg.
Lenny Hart wurde im Sommer 1971 unter dem Namen „Rev. Lenny B. Hart“ als baptistischer Priester in Gewahrsam genommen, ohne das Geld jedoch. 1974 verstarb er im Alter von 55 Jahren an Krebs.

## Wirkung auf die Band
Aufgrund der Veruntreuung seines Vaters verließ Mickey Hart von 1971 bis 1975 die Band, so dass die Band, die vorher für das Zusammenspiel ihrer zweier Schlagzeuger bekannt war, nur noch über einen Drummer verfügte und sich auch um keinen Ersatz kümmerte.
Während der Europatournee 1972 wurde am 17. April im Kopenhagener Tivoli wurde zum ersten Mal der Song „He's Gone“ aufgeführt. Dieser Song ist eine Widmung an die damaligen Umstände. Seitdem wurde der Song jedes Mal gespielt, falls eine Person aus dem Grateful Dead Umfeld verstarb oder es verließ.
Neben seiner negativen Wirkung kam die Band erst über Lenny Hart in Kontakt zu Michelangelo Antonioni, den Regisseur von Zabriskie Point, für den die Band ihre erste Teilnahme an einem Soundtrack hatte.